# The Last Adventurers
The Last Adventurers é um filme de drama produzido no Reino Unido, dirigido por Roy Kellino e lançado em 1937.